# آرست بگلاریان
آرست گورگنی بگلاریان (ارمنی: Արեստ Գուրգենի Բեգլարյան؛  زادهٔ ۲۸ ژانویهٔ ۱۹۳۸ - درگذشته ۲۰۱۱) نقشه‌بردار اهل ارمنستان بود.

## زندگی‌نامه
وی در ۲۸ ژانویهٔ ۱۹۳۸ در ایروان به دنیا آمد و از دانشگاه پلی‌تکنیک ارمنستان (۱۹۶۹) و دانشگاه دولتی زمین‌سنجی و نقشه‌نگاری مسکو (۱۹۷۲) فارغ‌التحصیل گشت. همچنین برندهٔ جوایزی همچون نشان آنانیا شیراکاتسی و دانشمند شایسته جمهوری ارمنستان (۲۰۰۸) شده است. وی در ۲۰۱۱ در سن ۷۳ سالگی در ایروان درگذشت.